# Héctor Echeverri
Héctor Echeverri Atehortúa (* 10. April 1938; † 1988) war ein kolumbianischer Fußballspieler. Der Abwehrspieler nahm mit der kolumbianischen Nationalmannschaft an der Fußball-Weltmeisterschaft 1962 in Chile teil.

## Karriere

### Verein
Héctor Echeverri begann seine Karriere 1959 bei Independiente Medellín und beendete dort 1970 auch seine Laufbahn. Für Medellín lief er in 457 Spielen auf und ist damit Rekordspieler des Vereins. Nur für die Copa Libertadores 1967 war er kurzzeitig bei einem anderen Klub, Santa Fe, aktiv.

### Nationalmannschaft
Echeverri debütierte im Juni 1957 in der kolumbianischen Nationalmannschaft unter Trainer Rodolfo Orlandini bei der Qualifikation zur Weltmeisterschaft 1958, qualifizierte sich aber mit Kolumbien nach einem Unentschieden und drei Niederlagen nicht für das Turnier in Schweden. Vier Jahre später qualifizierte sich Kolumbien für die Weltmeisterschaft in Chile. Echeverri gehörte zum Weltmeisterschaftskader und kam in allen drei Gruppenspielen zum Einsatz. Die Cafeteros schieden in der Gruppenphase mit einem Punkt aus drei Spielen aus. Nach der Weltmeisterschaft bestritt er keine weiteren Länderspiele.